# Qaqortoq-Museum
Das Qaqortoq-Museum (dänisch Qaqortoq Museum, grönländisch Qaqortup Katersugaasivia) ist das Heimatmuseum (Lokalmuseum) von Qaqortoq.

## Geschichte
Ein Museumsverein eröffnete am 5. März 1972 erstmals ein Lokalmuseum in Qaqortoq, das sich in der alten Schmiede (B-61) befand. Mitte der 1970er Jahre baute der Pastor Anda Høegh (1892–1978) ein angrenzendes Torfmauerhaus, das er aus eigenen Erinnerungen möglichst originalgetreu einrichtete. 1981 wurde das bisher privat betriebene Museum von der Gemeinde Qaqortoq übernommen. 1984 wurde das Kulturhaus Puilasoq eröffnet, das vom Museum, das unter Platzmangel litt, mitbenutzt werden konnte. 1997 erhielt das Museum die Möglichkeit, die alte Wohnung des Kolonialverwalters (B-29) übernehmen zu können, welche mit dem Baujahr 1804 das älteste Gebäude der Stadt darstellt. Im Frühjahr 1998 konnte das Museum umziehen, wurde aber erst am 21. Juni 1998 offiziell an seinem neuen Standort eingeweiht. 1999 wurde das Torfmauerhaus bei der alten Schmiede abgebaut und neben dem neuen Museum wieder aufgebaut.

### Telemuseum
Bereits 1996 hatte das Museum die Idee, ein Telemuseum zu eröffnen und erhielt hierfür Unterstützung von TELE Greenland. In den folgenden Jahren wurde an einer Ausstellung gearbeitet, die 1999 vorübergehend im Servicegebäude von TELE Greenland in Qaqortoq eröffnet wurde. Der Teleingenieur Per Danker stiftete dem Museum sein privates Archiv zum Thema, während das Museum die Telegrafiestation von 1925, die einzige erhaltene der vier ursprünglichen solchen in Grönland, renovieren ließ. Am 20. Mai 2004 wurde Grønlands Telemuseum / Nalunaarasuartaateqarnermut Katersugaasivik (Lage) als Unterabteilung des Qaqortoq-Museums offiziell eröffnet.

## Gebäude
Die Museumsgebäude sind geschützt. Für detaillierte Beschreibungen zur Geschichte und Architektur der einzelnen Gebäude, siehe die Liste der Baudenkmäler in Qaqortoq.

## Ausstellung
Mit Stand 2004 befanden sich im Museum vielfältige Ausstellungen zu verschiedenen Themen. Eine Kunstausstellung zeigt bspw. Gemälde und Schnitzereien. Daneben gibt es archäologische Funde, alte Werkzeuge, Trachten und Kajaks sowie eine große Fotosammlung. Der große Fokus auf archäologische Themen kommt dadurch zustande, dass das Museum vor allem in den ersten Jahrzehnten von Archäologen geleitet wurde.